# MLDonkey
Az MLDonkey egy nyílt forrású multi-network peer-to-peer (P2P) alkalmazás. Eredetileg egy linuxos kliens volt az eDonkey protokollhoz. Ma Unix-variációkon, Mac OS X-en és Windowson is fut, ezen felül támogat számos más P2P protokollt. Az MLDonkey csapata volt a második, aki feltörte a titkosított FastTrack hálózati protokollt.
Az MLDonkey eredeti szerzője Fabrice Le Fessant volt az INRIA-ból.
Az MLDonkey – részben, vagy egészében – a következő protokollokat támogatja:
- BitTorrent
- DirectConnect
- eDonkey
- FastTrack
- Gnutella
- Gnutella2
- Overnet
- OpenNAP
- SoulSeek

Az MLDonkey-t Ocaml programozási nyelven írták és GPL-lel licencelik. Az alkalmazást szigorúan elkülönítik felhasználói interfésztől (ami egy webböngésző is lehetne, telnet, vagy egy third-party GUI alkalmazás) és a kód kölcsönösen hat a P2P hálózatokkal.
A szoftver fejlesztését 2001 végén kezdték meg.

## Külső hivatkozások
- Az MLDonkey project weboldala
- Az MLdonkey fő támogatásért felelős oldala